# Central Bedfordshire
Central Bedfordshire är en enhetskommun i Bedfordshire i England, Storbritannien. Kommunen har 301 501 invånare (2022). Administrativ huvudort är Chicksands.
Kommunen är indelad i cirka 75 civil parishes för visst lokalt självstyre. Större orter är Biggleswade, Dunstable, Flitwick, Leighton Buzzard, Sandy och Stotfold.